# Foster (Nebraska)
Foster es una villa ubicada en el condado de Pierce en el estado estadounidense de Nebraska. En el Censo de 2010 tenía una población de 51 habitantes y una densidad poblacional de 88,3 personas por km².

## Geografía
Foster se encuentra ubicada en las coordenadas 42°16′29″N 97°39′54″O / 42.27472, -97.66500. Según la Oficina del Censo de los Estados Unidos, Foster tiene una superficie total de 0.58 km², de la cual 0.58 km² corresponden a tierra firme y (0%) 0 km² es agua.

## Demografía
Según el censo de 2010, había 51 personas residiendo en Foster. La densidad de población era de 88,3 hab./km². De los 51 habitantes, Foster estaba compuesto por el 100% blancos, el 0% eran afroamericanos, el 0% eran amerindios, el 0% eran asiáticos, el 0% eran isleños del Pacífico, el 0% eran de otras razas y el 0% pertenecían a dos o más razas. Del total de la población el 0% eran hispanos o latinos de cualquier raza.